# WASP-78
WASP-78 är en ensam stjärna i den mellersta delen av stjärnbilden Eridanus. Den har en skenbar magnitud av ca 12,0 och kräver ett teleskop för att kunna observeras. Baserat på parallax enligt Gaia Data Release 2 på ca 1,3 mas, beräknas den befinna sig på ett avstånd på ca 2 500 ljusår (ca 770 parsek) från solen. Den rör sig bort från solen med en heliocentrisk radialhastighet på ca 1,3 km/s.

## Egenskaper
WASP-78 är en gul till vit stjärna i huvudserien av spektralklass F8 V, som är utarmad på tyngre element och har 45 procent lägre innehåll av järn än solen. Den har en massa som är ca 1,3 solmassa, en radie som är ca 2,2 solradier och har ca 5,8 gånger solens utstrålning av energi från dess fotosfär vid en effektiv temperatur av ca 6 100 K.

## Planetsystem
År 2012 upptäcktes en transiterande exoplanet, WASP-78 b, av typen het Jupiter i en cirkulär bana kring stjärnan. Planetens jämviktstemperaturen är 2 350 ± 80 K, medan nattemperaturen uppmätt 2019 är 2 200 ± 41 K. Den planetära temperaturen på dagsidan uppmätt 2020 är 2 560 ± 130 K.
En undersökning 2016 mätte en Rossiter-McLaughlin-effekt och fann att planetbanan är väl anpassad till stjärnans ekvatorialplan, med en felmarginal på -6,4 ± 5,9° Planeten kan inte ha bildats i sin nuvarande bana och har sannolikt tidigare genomgått en migration från den ursprungliga mycket excentriska banan.
| Planet | Massa          | Halv storaxel (AE) | Siderisk omloppstid (d) | Excentricitet | Inklination | Radie          |
| ------ | -------------- | ------------------ | ----------------------- | ------------- | ----------- | -------------- |
| b      | 0,89 ± 0,08 MJ | 0,0362 ± 0,0008    | 2,17517632± 0,0000047   | 0             | 83,2 ± 1,6° | 1,70 ± 0,11 RJ |